# Thomas Ady
Thomas Ady foi um médico Inglês, que viveu no século XVII, autor de dois livros céticos sobre bruxaria e caça às bruxas.
Sua primeira e mais conhecida obra, A Candle in the Dark: Or, A Treatise Concerning the Nature of Witches & Witchcraft (sem versão em português), foi usada sem sucesso para defesa durante os julgamentos de Salem.
A segunda publicação de Ady, no ano de 1661 foi uma reimpressão da primeira, com um novo título, A Perfect Discovery of Witches (sem versão em português),